# Saltery Bay Park
Saltery Bay Park är en park i Kanada.   Den ligger i Powell River Regional District och provinsen British Columbia, i den sydvästra delen av landet, 3 600 km väster om huvudstaden Ottawa. Saltery Bay Park ligger 49 meter över havet.
Terrängen runt Saltery Bay Park är varierad. Havet är nära Saltery Bay Park söderut. Runt Saltery Bay Park är det mycket glesbefolkat, med 3 invånare per kvadratkilometer.. 